# Pałasz

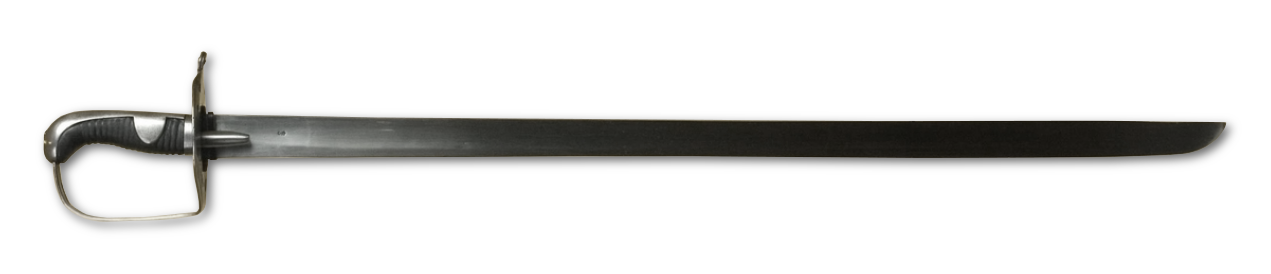
Pałasz m/1808, XIX wiek

Pałasz (od węg. pallos) – jednoręczna sieczno-kolna broń biała, z prostą jedno- lub obosieczną głownią. Pałasze posiadały najczęściej rękojeści w stylu szablowym (rzadziej mieczowym/rapierowym).

## Historia
Pałasze znane były w Europie i na Bliskim Wschodzie już w średniowieczu, jednak szerszą popularność zdobyły dopiero w XVII w. stopniowo wypierając używane na zachodzie Europy rapiery i szpady.
Początkowo miały często rękojeści otwarte, a od XVIII w. normą stały się już rękojeści zamknięte, wyposażone w sam kabłąk bądź bardziej rozbudowaną oprawę wykorzystującą dodatkowo obłęki i/lub tarczki. Pochwy pałaszy wykonywano początkowo z drewna (oprawionego skórą) z metalowymi okuciami, a od XIX w. zaczęto stosować pochwy całkowicie metalowe.
Od XVIII w. pałasze znajdowały się na wyposażeniu głównie dragonów i kirasjerów, następnie zyskując popularność również w innych formacjach kawaleryjskich oraz w piechocie. Pałaszy używano do końca ogólnego stosowania długiej broni białej jako broni bojowej, po czym zostały sprowadzone do roli broni paradnej.

### Pałasz w Polsce

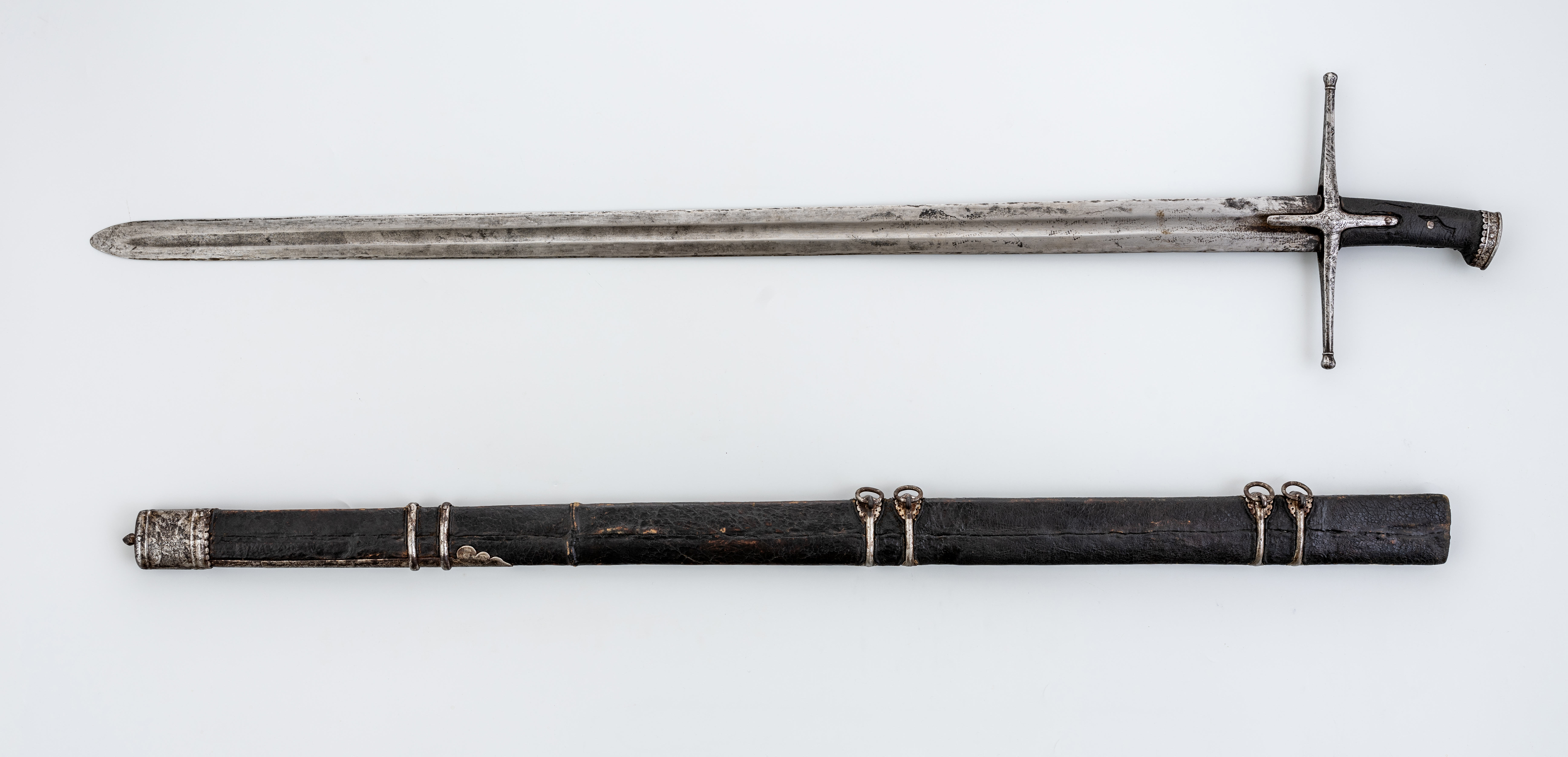
Pałasz z rękojeścią w typie węgierskim, XVII wiek, Muzeum Ziem Wschodnich Dawnej Rzeczypospolitej

W języku staropolskim nazwę „pałasz” stosowano jako ogólne określenie różnych typów długiej broni bocznej jak np. szable i tasaki używane przez wojsko, co może być mylące w przypadku określania konkretnego typu broni na podstawie źródeł historycznych. Stąd też wywodzą się takie określenia jak „pałasz krzywy” czy „pałasz husarski” odnoszące się do szabli husarskiej.
W Polsce pałasze były popularną bronią już od XVI w. ustępując jednak znacznie powszechniejszej szabli. Znalazły się również na wyposażeniu husarii, gdzie używano ich niekiedy zamiennie z szablą, jednak przede wszystkim jako zamiennik długich koncerzy (troczono je wtedy analogicznie do siodła pod kolanem zamiast do pasa na biodrze).
Wśród pałaszy używanych w Rzeczypospolitej Obojga Narodów stosowano rękojeści: szablowe (w typie węgierskim), półotwarte z estatowo wygiętym kabłąkiem oraz mieczowe z krzyżowym jelcem. W XIX-XX w. w polskich formacjach kawaleryjskich używano konstrukcji zagranicznych, czego przykładem mogą być pałasze francuskie stanowiące broń kirasjerów Księstwa Warszawskiego. W II Rzeczypospolitej na wyposażeniu sił zbrojnych znajdował się tylko jeden typ pałasza nazywanego Szablą oficerską Marynarki Wojennej wz. 1927. Ostatnim typem polskiego pałasza została Szabla Marynarki Wojennej wz. 1976 (również nieprawidłowo nazywana szablą), która używana jest do dziś.

Pałasz jest przywoływany w jednej ze zwrotek Hymnu Polskiego: 

Niemiec, Moskal nie osiędzie, gdy jąwszy pałasza, hasłem wszystkich zgoda będzie i ojczyzna nasza.

## Galeria

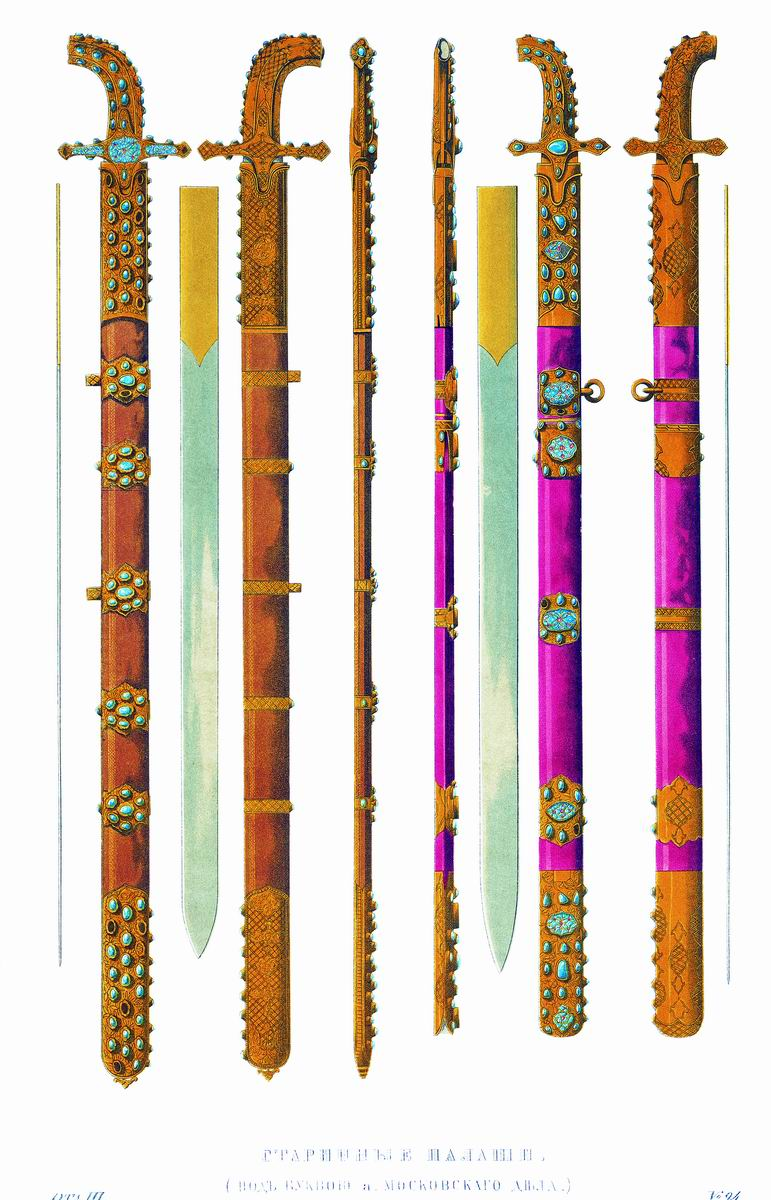
Pałasze wschodnie XVII w.
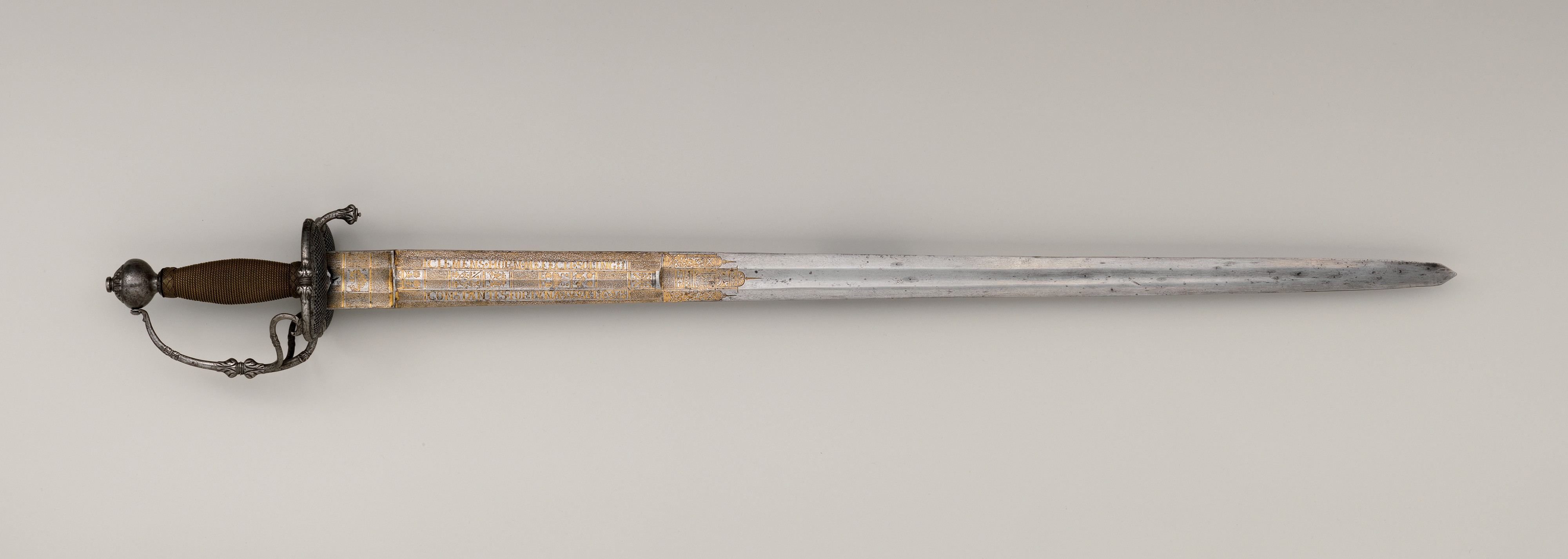
Pałasz z rękojeścią rapierową XVII w.
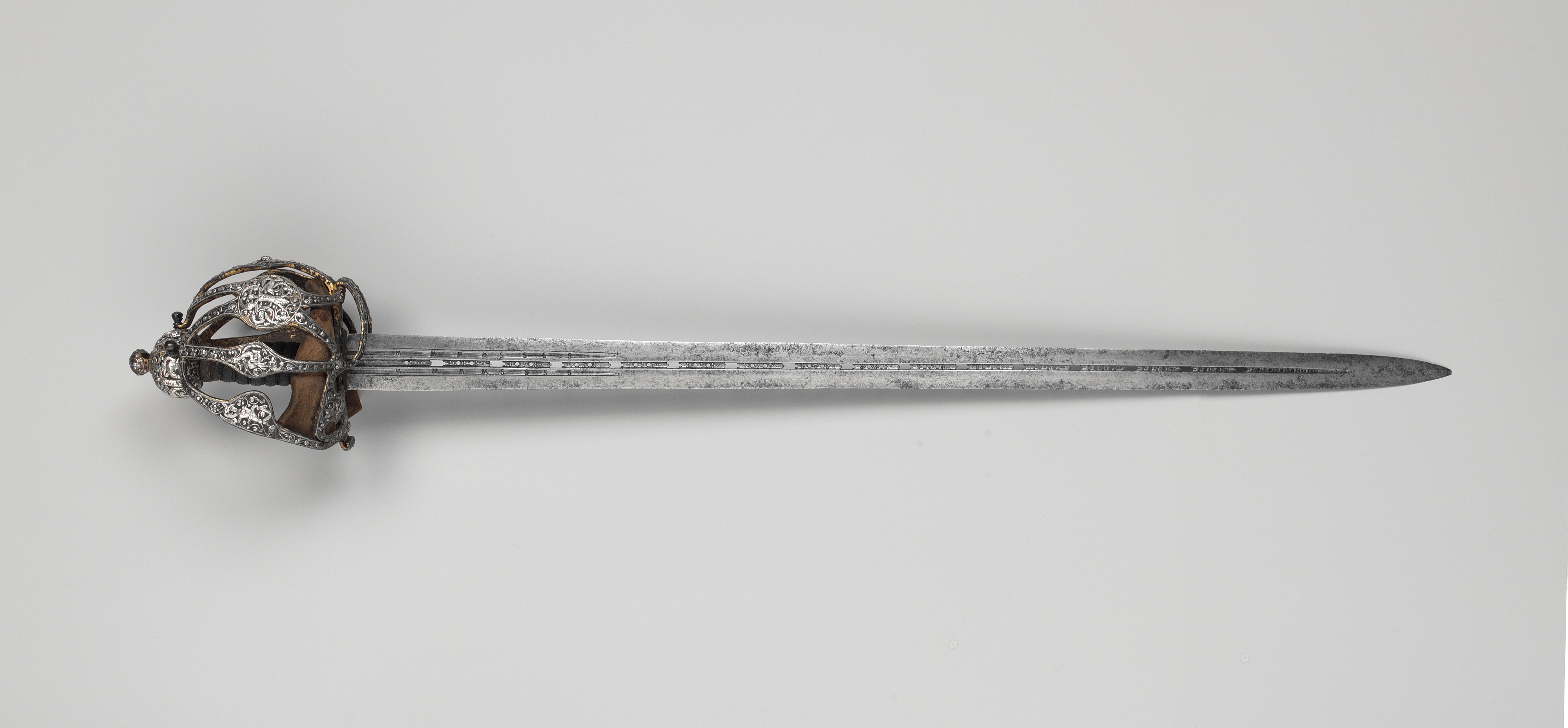
Pałasz koszowy (claymore) XVII w.
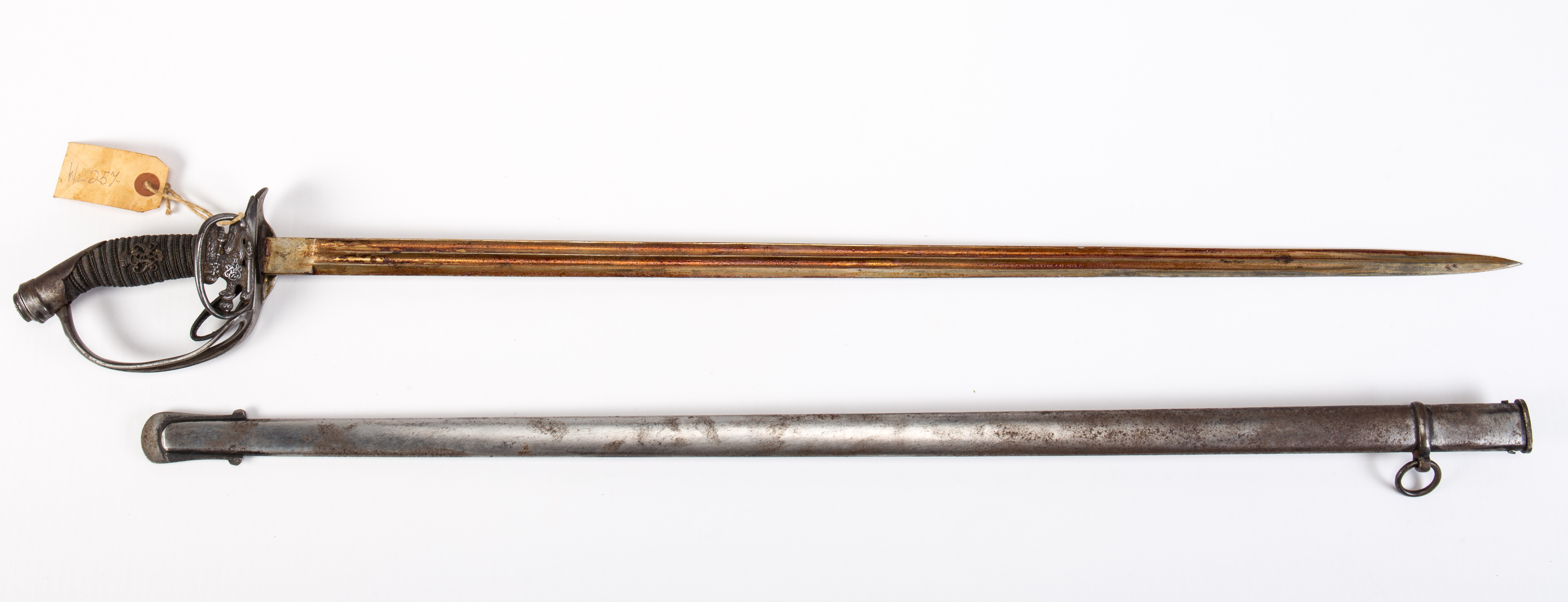
Niemiecki pałasz M1899 używany w okresie I wojny światowej
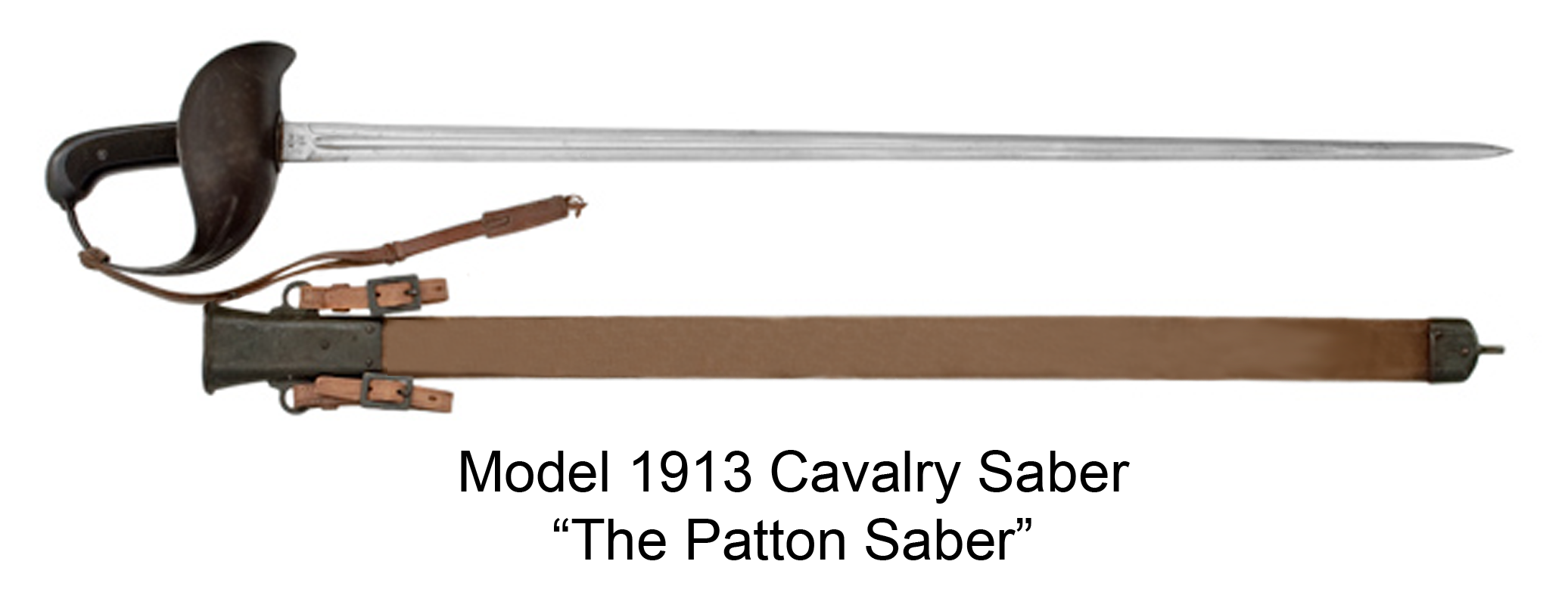
Pałasz M1913 projektu George’a Pattona